# 江三公路

江三公路（又称「县道538線」、「X538線」）是中國廣東省江门市的一條公路，這條公路經過江海区和新会区两区，起點為江礼大桥，終點為三江官田，連接官横公路，全長14.705公里，路面宽度7至9米不等。